# Малакоспореи
Малакоспореи (лат. Malacosporea) — подкласс беспозвоночных из класса Myxozoa или класс из подтипа Myxozoa. Выделен в 2000 году. Включает всего три вида организмов, в то время как другой подкласс Myxozoa — Myxosporea — включает более 2000 видов.

## Описание
Malacosporea — паразиты рыб и пресноводных мшанок. Tetracapsuloides bryosalmonae — единственный представитель класса, жизненный цикл которого хорошо изучен, — вызывает пролиферативную болезнь почек лососёвых рыб. Известны две стадии жизненных циклов двух видов Buddenbrockia. Одна из них — мешковидная стадия, сходная с Tetracapsuloides. Во время второй стадии животные подвижны, напоминают червей. Buddenbrockia allmani паразитирует на Lophopus crystallinus. Buddenbrockia plumatellae паразитирует, в частности, на Plumatella fungosa.

## Классификация
- Род Buddenbrockia Schröder, 1910
  - Buddenbrockia allmani Canning, Curry, Hill & Okamura, 2007
  - Buddenbrockia plumatellae Schröder, 1910
- Род Tetracapsuloides Canning, Tops, Curry, Wood & Okamura, 2002
  - Tetracapsuloides bryosalmonae (Canning, Curry, Feist, Longshaw & Okamura, 1999)